# Platanthera brevicalcarata
Platanthera brevicalcarata är en orkidéart som beskrevs av Bunzo Hayata. Platanthera brevicalcarata ingår i släktet nattvioler, och familjen orkidéer. Inga underarter finns listade i Catalogue of Life.